# GeForce 2
GeForce 2 — поколение графических процессоров потребительской серии GeForce компании NVIDIA, вышедшее на рынок в 2000—2001 годах.
На тот момент это ядро было самым совершенным и производительным в своём классе. Оно включало в себя полную поддержку DirectX 7, OpenGL 1.2(последние драйверы поддерживали OpenGL 1.4), аппаратную обработку геометрии и освещения (T&L). Было представлено более десятка модификаций: GeForce2 GTS, Ultra, Pro, MX и т. д. Также были представлены: NV11 (GeForce 2 Go) для мобильных систем и NV15GL (Quadro 2 Pro) для профессиональной работы с графикой.
Тогда у NVIDIA был 6-месячный цикл производства, а потому видеокарты на микросхеме NV15 представлялись, фактически, 3 раза.
Сначала были представлены GeForce2 GTS(200/333)((a/b)-частоты чипа и памяти.) и GeForce2 Ultra(250/460).
Через полгода была представлена GeForce2 Pro(200/400).
Ещё через полгода представлена GeForce2 Ti(250/400).

## Технические характеристики

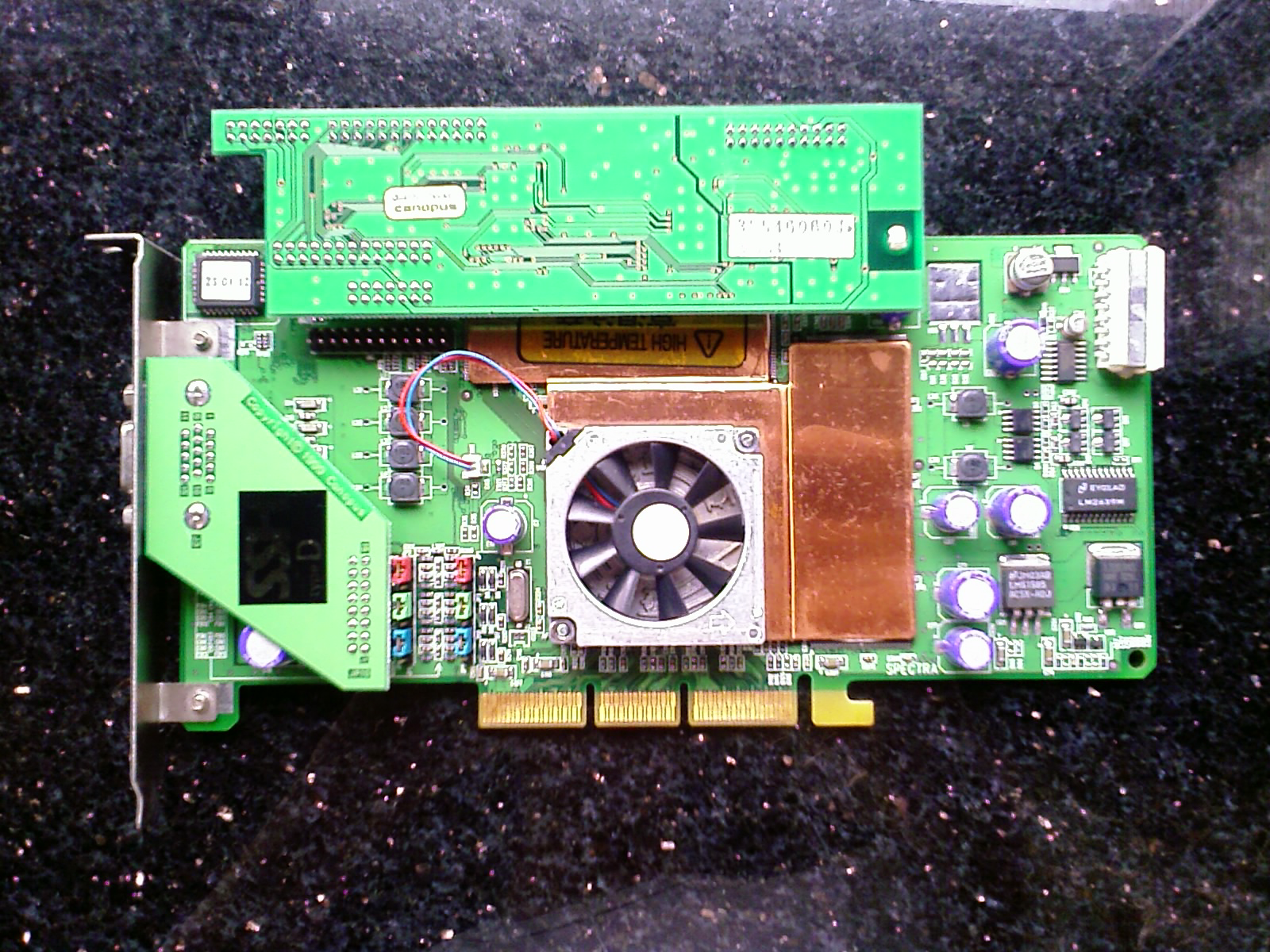
Canopus GeForce2 Ultra

- GeForce2 (как и в GeForce 256) имеет 256-битное ядро, работающее на частоте 200 МГц.
- Количество транзисторов составляет 25 млн.
- Технологический процесс: 0,18 мкм.
- Pixel Fillrate и Texel Fillrate: 800 и 1600 млн в секунду соответственно.
- Интегрированный TMDS.